# Bundestagswahlkreis Krefeld
Der Bundestagswahlkreis Krefeld war von 1949 bis 2002 ein Bundestagswahlkreis in Nordrhein-Westfalen. Er umfasste die Stadt Krefeld. Bei der Neueinteilung der nordrhein-westfälischen Wahlkreise im Jahr 2002 wurde sein Gebiet auf die neugebildeten Wahlkreise 111 Krefeld I – Neuss II und 115 Krefeld II – Wesel II aufgeteilt. Diese Neuaufteilung sorgte in Krefeld für großen Unmut. Von verschiedenen Seiten wurden Klagen vor dem Bundesverfassungsgericht gegen diese Wahlkreiseinteilung erhoben, die jedoch alle abgewiesen wurden.

## Wahlkreisgeschichte
| Wahl | Wahlkreisname | Gebiet                                         | Wahlkreissieger    | Partei | Erststimmen |
| ---- | ------------- | ---------------------------------------------- | ------------------ | ------ | ----------- |
| 1949 | 22 Krefeld    | Krefeld                                        | Günther Serres     | CDU    | 35,0 %      |
| 1953 | 81 Krefeld    | Krefeld                                        | Günther Serres     | CDU    | 55,1 %      |
| 1957 | 81 Krefeld    | Krefeld                                        | Günther Serres     | CDU    | 58,1 %      |
| 1961 | 81 Krefeld    | Krefeld                                        | Günther Serres     | CDU    | 48,0 %      |
| 1965 | 80 Krefeld    | Krefeld                                        | Günther Serres     | CDU    | 48,0 %      |
| 1969 | 80 Krefeld    | Krefeld                                        | Ferdinand Schmidt  | SPD    | 46,7 %      |
| 1972 | 80 Krefeld    | Krefeld                                        | Karl-Heinz Stienen | SPD    | 51,9 %      |
| 1976 | 80 Krefeld    | Krefeld in den Grenzen vom 31. Dezember 19741) | Hansheinz Hauser   | CDU    | 47,9 %      |
| 1980 | 79 Krefeld    | Krefeld                                        | Volkmar Kretkowski | SPD    | 46,9 %      |
| 1983 | 79 Krefeld    | Krefeld                                        | Hansheinz Hauser   | CDU    | 50,5 %      |
| 1987 | 79 Krefeld    | Krefeld                                        | Hansheinz Hauser   | CDU    | 46,2 %      |
| 1990 | 79 Krefeld    | Krefeld                                        | Dieter Pützhofen   | CDU    | 48,1 %      |
| 1994 | 79 Krefeld    | Krefeld                                        | Dieter Pützhofen   | CDU    | 48,7 %      |
| 1998 | 79 Krefeld    | Krefeld                                        | Bernd Scheelen     | SPD    | 45,7 %      |

1) Am 1. Januar 1975 wurde Hüls nach Krefeld eingemeindet.